# دهام نجم بشیر
دهام نجم بشیر (عربی: دهام نجم بشير؛ زادهٔ ۸ نوامبر ۱۹۷۹) دونده دو نیمه‌استقامت کنیایی‌تبار اهل  قطر است.